# 嬉野市中央体育館
嬉野市中央体育館（うれしのしちゅうおうたいいくかん）は、佐賀県嬉野市にある体育館。愛称は「U-Spo（ユースポ）」。

## 概要
老朽化していた嬉野市体育館などの代替施設として、旧嬉野小学校跡地に建設。当初の名称は嬉野市総合体育館だった。
総工費は12億1946万円。うち約3億円を交付金や補助金で賄う計画。起債事業の取り決めで、建設後4年以内に既存の市体育館、嬉野社会体育館、嬉野公民館は解体するが、市は4年後の佐賀国体までの併用を考えている。
また、隣には公民館の機能を持つうれしの市民センターも同時に建設され、嬉野公民館や地域組織「嬉野地区コミュニティ」の事務所のほか、会議室5室、調理室1室も備える。体育館と渡り廊下で結ぶ。
また、県内の体育館では初めて床板に、バレーボールなどの国際大会で採用される衝撃吸収能力に優れた床材「TRAFLEX（タラフレックス）」を導入。従来の木床よりもクッション性や安全面に優れている。従来の木床は、劣化により床がえぐれ、ささくれができるなどの恐れがあった。タラフレックスの素材は長尺弾性塩ビシートで、厚さ7ミリ。メインアリーナ約3760平方メートルの床全面に敷き詰める。費用は事業予算内に収める。
愛称である、「U-Spo（ユースポ）」は。親しみやすい呼び方にしようと、嬉野の頭文字や湯（YU）などから「U」を使い、現在世界中で盛り上がりを見せている「e-Sports」の語感も参考にしている。

## 施設概要
- メインアリーナ
  - バレーボール・バスケットボール2面（国際大会を見据えて1面利用可[3] ）
  - 観客席：499席
- トレーニング室
- 会議室

## 周辺の施設
- うれしの市民センター
- 嬉野市体育館
- 嬉野市立嬉野小学校
- ホームセンターユートク嬉野店